# Lidia Cao
Lidia Cao (Santiago de Compostela, 1997) es una ilustradora y muralista gallega afincada en el municipio coruñés de Ordes.

## Trayectoria
Cao estudió Ilustración en la Escuela de Arte Superior de Diseño Pablo Picasso (EASD) de La Coruña. En 2016 se inició en el muralismo a través de varios talleres organizados por el colectivo artístico Mutante Creativo, aunque ella misma se considera una artista autodidacta.
Su obra destaca por su lucha contra el feísmo urbano a través de representaciones de figuras humanas, especialmente femeninas, cuyas miradas hablan de empoderamiento e independencia. En su arte urbano utiliza el estilo denominado figurativo realista para transmitir emociones al espectador, aunque ella misma no se encasille dentro de un estilo concreto.
Trabaja y ha participado en diferentes eventos de arte urbano, tanto en España, especialmente en Galicia, como en otros países como Portugal, Grecia o Francia. En 2020 participó en el Festival de muralismo contextual de Oviedo, Parees, con un retrato de la escritora Dolores Medio. Dos años después, un mural realizado por Cao en Onteniente fue seleccionado para participar en los premios Street Art Cities, galardones que reconocen anualmente a los que consideran los mejores murales del mundo.